# ستيفين شيلين
ستيفين شيلين (بالإنجليزية: Stephen Shellen)‏ (و. 1957  م) هو ممثل تلفزي، وممثل أفلام، ورسام، وكاتب كندي، ولد في فكتوريا ، كولومبيا البريطانية.
.

## وصلات خارجية
- ستيفين شيلين على موقع IMDb (الإنجليزية)
- ستيفين شيلين على موقع ألو سيني (الفرنسية)
- ستيفين شيلين على موقع أول موفي (الإنجليزية)
- ستيفين شيلين على موقع قاعدة بيانات الأفلام السويدية (السويدية)
- ستيفين شيلين على موقع قاعدة بيانات الفيلم (الإنجليزية)
- ستيفين شيلين على موقع كينوبويسك (الروسية)